# 前8世纪国家领导人列表
本列表列出公元前8世紀（公元前800年–公元前701年）各國家的國家元首。

## 亞洲

### 東亞
- 中国
  - 周朝（春秋列国）

| 王朝   | 称号     | 头衔（爵位） | 姓 | 起始年             | 终止年             | 备注              |
| ------ | -------- | ------------ | -- | ------------------ | ------------------ | ----------------- |
| 西周   | 周宣王   | 天子         | 姬 | 前828年            | 前782年            |                   |
| 西周   | 周幽王   | 天子         | 姬 | 前782年            | 前771年            |                   |
| 西周   | 周攜王   | 天子         | 姬 | 前771年            | 前759年            |                   |
| 东周   | 周平王   | 天子         | 姬 | 前770年            | 前720年            |                   |
| 东周   | 周桓王   | 天子         | 姬 | 前720年            | 前697年            |                   |
| 鲁国   | 伯御     | 侯           | 姬 | 前807年            | 前796年            |                   |
| 鲁国   | 鲁孝公   | 侯           | 姬 | 前796年            | 前769年            |                   |
| 鲁国   | 鲁惠公   | 侯           | 姬 | 前769年            | 前723年            |                   |
| 鲁国   | 鲁隐公   | 侯           | 姬 | 前723年            | 前712年            |                   |
| 鲁国   | 鲁桓公   | 侯           | 姬 | 前712年            | 前694年            |                   |
| 卫国   | 卫武公   | 侯           | 姬 | 前813年            | 前758年            |                   |
| 卫国   | 卫庄公   | 侯           | 姬 | 前758年            | 前735年            |                   |
| 卫国   | 卫桓公   | 侯           | 姬 | 前735年            | 前719年            |                   |
| 卫国   | 州吁     | 侯           | 姬 | 前719年            | 前719年            |                   |
| 卫国   | 卫宣公   | 侯           | 姬 | 前719年            | 前700年            |                   |
| 晋国   | 晋穆侯   | 侯           | 姬 | 前812年            | 前785年            |                   |
| 晋国   | 晋殇叔   | 侯           | 姬 | 前785年            | 前781年            |                   |
| 晋国   | 晋文侯   | 侯           | 姬 | 前781年            | 前746年            |                   |
| 晋国   | 晋昭侯   | 侯           | 姬 | 前746年            | 前740年            |                   |
| 晋国   | 晋孝侯   | 侯           | 姬 | 前740年            | 前724年            |                   |
| 晋国   | 晋鄂侯   | 侯           | 姬 | 前724年            | 前718年            |                   |
| 晋国   | 晋哀侯   | 侯           | 姬 | 前718年            | 前709年            |                   |
| 晋国   | 晋小子侯 | 侯           | 姬 | 前709年            | 前705年            |                   |
| 晋国   | 晋侯缗   | 侯           | 姬 | 前705年            | 前678年            |                   |
| 晋国   | 曲沃桓叔 | 侯           | 姬 | 前744年            | 前731年            |                   |
| 晋国   | 曲沃庄伯 | 侯           | 姬 | 前731年            | 前716年            |                   |
| 晋国   | 曲沃武公 | 侯           | 姬 | 前716年            | 前677年            | 前679年后为晋武公 |
| 郑国   | 郑桓公   | 伯           | 姬 | 前806年            | 前771年            |                   |
| 郑国   | 郑武公   | 伯           | 姬 | 前771年            | 前744年            |                   |
| 郑国   | 郑庄公   | 伯           | 姬 | 前744年            | 前701年            |                   |
| 郑国   | 郑昭公   | 伯           | 姬 | 前701年            | 前700年            |                   |
| 燕国   | 燕釐侯   | 侯           | 姬 | 前827年            | 前791年            |                   |
| 燕国   | 燕顷侯   | 侯           | 姬 | 前791年            | 前767年            |                   |
| 燕国   | 燕哀侯   | 侯           | 姬 | 前767年            | 前765年            |                   |
| 燕国   | 燕郑侯   | 侯           | 姬 | 前765年            | 前729年            |                   |
| 燕国   | 燕穆侯   | 侯           | 姬 | 前729年            | 前711年            |                   |
| 燕国   | 燕宣侯   | 侯           | 姬 | 前711年            | 前698年            |                   |
| 吴国   | 屈羽     | 子           | 姬 | ？                 | ？                 |                   |
| 吴国   | 夷吾     | 子           | 姬 | ？                 | ？                 |                   |
| 吴国   | 禽处     | 子           | 姬 | ？                 | ？                 |                   |
| 吴国   | 转       | 子           | 姬 | ？                 | ？                 |                   |
| 齐国   | 齐成公   | 侯           | 姜 | 前804年            | 前795年            |                   |
| 齐国   | 齐庄公   | 侯           | 姜 | 前795年            | 前731年            |                   |
| 齐国   | 齐僖公   | 侯           | 姜 | 前731年            | 前698年            |                   |
| 楚国   | 熊徇     | 子           | 芈 | 前822年            | 前800年            |                   |
| 楚国   | 熊咢     | 子           | 芈 | 前800年            | 前791年            |                   |
| 楚国   | 若敖     | 子           | 芈 | 前791年            | 前764年            |                   |
| 楚国   | 霄敖     | 子           | 芈 | 前764年            | 前758年            |                   |
| 楚国   | 蚡冒     | 子           | 芈 | 前758年            | 前741年            |                   |
| 楚国   | 楚武王   | 王           | 芈 | 前741年            | 前690年            |                   |
| 秦国   | 秦庄公   | 伯           | 嬴 | 前822年            | 前778年            |                   |
| 秦国   | 秦襄公   | 伯           | 嬴 | 前778年            | 前766年            |                   |
| 秦国   | 秦文公   | 伯           | 嬴 | 前766年            | 前716年            |                   |
| 秦国   | 秦宪公   | 伯           | 嬴 | 前716年            | 前704年            |                   |
| 秦国   | 秦出子   | 伯           | 嬴 | 前704年            | 前698年            |                   |
| 宋国   | 宋惠公   | 公           | 子 | 前831年            | 前800年            |                   |
| 宋国   | 宋哀公   | 公           | 子 | 前800年            | 前800年            |                   |
| 宋国   | 宋戴公   | 公           | 子 | 前800年            | 前766年            |                   |
| 宋国   | 宋武公   | 公           | 子 | 前766年            | 前748年            |                   |
| 宋国   | 宋宣公   | 公           | 子 | 前748年            | 前729年            |                   |
| 宋国   | 宋穆公   | 公           | 子 | 前729年            | 前720年            |                   |
| 宋国   | 宋殇公   | 公           | 子 | 前720年            | 前711年            |                   |
| 宋国   | 宋庄公   | 公           | 子 | 前711年            | 前692年            |                   |
| 陈国   | 陈僖公   | 侯           | 妫 | 前832年            | 前796年            |                   |
| 陈国   | 陈武公   | 侯           | 妫 | 前796年            | 前781年            |                   |
| 陈国   | 陈夷公   | 侯           | 妫 | 前781年            | 前778年            |                   |
| 陈国   | 陈平公   | 侯           | 妫 | 前778年            | 前755年            |                   |
| 陈国   | 陈文公   | 侯           | 妫 | 前755年            | 前745年            |                   |
| 陈国   | 陈桓公   | 侯           | 妫 | 前745年            | 前707年            |                   |
| 陈国   | 陳佗     | 侯           | 妫 | 前707年            | 前707年            |                   |
| 陈国   | 陈厉公   | 侯           | 妫 | 前707年            | 前700年            |                   |
| 蔡国   | 蔡釐侯   | 侯           | 姬 | 前809年            | 前761年            |                   |
| 蔡国   | 蔡共侯   | 侯           | 姬 | 前761年            | 前760年            |                   |
| 蔡国   | 蔡戴侯   | 侯           | 姬 | 前760年            | 前750年            |                   |
| 蔡国   | 蔡宣侯   | 侯           | 姬 | 前750年            | 前715年            |                   |
| 蔡国   | 蔡桓侯   | 侯           | 姬 | 前715年            | 前695年            |                   |
| 曹国   | 曹戴伯   | 伯           | 姬 | 前826年            | 前796年            |                   |
| 曹国   | 曹惠伯   | 伯           | 姬 | 前796年            | 前760年            |                   |
| 曹国   | 石甫     | 伯           | 姬 | 前760年            | 前760年            |                   |
| 曹国   | 曹穆公   | 伯           | 姬 | 前760年            | 前757年            |                   |
| 曹国   | 曹桓公   | 伯           | 姬 | 前757年            | 前702年            |                   |
| 曹国   | 曹庄公   | 伯           | 姬 | 前702年            | 前671年            |                   |
| 杞国   | 杞伯每亡 | 伯           | 姒 | ？                 | 前751年            |                   |
| 杞国   | 杞武公   | 伯           | 姒 | 前751年            | 前704年            |                   |
| 杞国   | 杞靖公   | 伯           | 姒 | 前704年            | 前681年            |                   |
| 许国   | 许文公   | 男           | 姜 | 周幽王、周平王时期 | 周幽王、周平王时期 |                   |
| 许国   | 许庄公   | 男           | 姜 | 前731年            | 前712年            |                   |
| 许国   | 许桓公   | 男           | 姜 | 前712年            | 前698年            |                   |
| 邾国   | 邾武公   | 子           | 曹 | 前796年            | ？                 |                   |
| 邾国   | 邾子叔术 | 子           | 曹 | 前796年            | 前781年            |                   |
| 邾国   | 邾子夏父 | 子           | 曹 | 前781年            | ？                 |                   |
| 小邾国 | 颜友     | 子           | 曹 | ？                 | ？                 |                   |
| 滕国   | 滕侯𩵦   | 侯           | 姬 | ？                 | ？                 |                   |
| 滕国   | 滕侯轂   | 侯           | 姬 | ？                 | ？                 |                   |
| 滕国   | 滕侯     | 侯           | 姬 | 前712年前后        | 前712年前后        |                   |
| 薛国   | 薛侯     | 伯           | 任 | 前712年前后        | 前712年前后        |                   |
| 西虢国 | 虢石父   | 公           | 姬 | 周幽王时           | 周幽王时           |                   |
| 西虢国 | 虢公翰   | 公           | 姬 | 周携王时           | 周携王时           |                   |
| 西虢国 | 虢公忌父 | 公           | 姬 | 周平王晚年         | 周平王晚年         |                   |
| 西虢国 | 虢公林父 | 公           | 姬 | 周桓王时           | 周桓王时           |                   |
| 单国   | 单伯昊生 | 伯           |    | 西周晚期           | 西周晚期           |                   |
| 单国   | 单伯原父 | 伯           |    | 西周晚期           | 西周晚期           |                   |
| 尹国   | 尹吉甫   | 子           | 姞 | ？                 | 前775年？          |                   |
| 苏国   | 苏成公   | 子           | 己 | 周平王时           | 周平王时           |                   |
| 周邑   | 周桓公   | 公           | 姬 | 前720年之前        | 前693年            |                   |
| 古蜀   | 蜀成帝   |              |    | ？                 | ？                 |                   |
| 古蜀   | 蜀保子帝 |              |    | ？                 | ？                 |                   |

### 南亞
- 印度
  - 摩揭陀巨车（Brihadratha）王朝 –
    - Ripunjaya，国王，前849年－前799年

  - 摩揭陀波罗多达（Pradyota）王朝 –
    - 波罗多达，国王，前779年－前776年
    - Palaka，国王，前776年－前752年
    - Visakhayupa，国王，前752年－前702年
    - 遮那竭，国王，前702年－前681年

### 西亞
- 埃蘭 –
  - 胡班塔赫（Humban-Tahrid）王朝 –

- 胡姆班·塔赫拉赫（Humban-Tahrah I），国王， ？－前743年
- 胡姆班·努加什（Humban-Nikash I），国王，前743年－前717年
- 舒特鲁克·纳洪特二世（Shutur-Nahhunte II），国王，前717年－前699年

- 亞述帝國
  - 新亞述帝國君王 –

- 阿达德尼拉里三世，前811年－前783年
- 萨尔玛那萨尔四世，前783年－前773年
- 亚述-丹三世，前773年－前755年
- 亚述尼拉里五世，前755年－前745年
- 提格拉特帕拉沙尔三世，前745年－前727年
- 萨尔玛那萨尔五世，前727年－前722年
- 萨尔贡二世，前722年－前705年
- 辛那赫里布，前705年－前681年

- 巴比倫
  - 巴比伦第九王朝 –  
    - 尼努尔塔·阿普·X，约前800年－前790年
    - 马尔杜克·贝尔·泽瑞，约前790年－前780年
    - 马尔杜克·阿普尔·乌苏尔，约前780年－前769年
    - 埃瑞巴·马尔杜克，约前769年－前761年
    - 那布·舒玛·伊什库恩，约前761年－前748年
    - 那布·那西尔，前748年－前734年
    - 那布·那丁·泽瑞，前734年－前732年
    - 那布·舒玛·乌金二世，前732年

  - 巴比伦第十王朝（新亚述帝国统治下）–
    - 那布·穆金·泽瑞，前732年－前729年
    - 提格拉特帕拉沙尔三世，前729年－前727年
    - 萨尔玛那萨尔五世，前727年－前722年
    - 麦若达赫·巴拉丹二世，前722年－前710年
    - 萨尔贡二世，前710年－前705年
    - 辛那赫里布，前705年－前703年
    - 马尔杜克·扎基尔·舒米，前703年
    - 麦若达赫·巴拉丹二世，前703年
    - 贝尔·伊博尼，前703年－前700年

- 烏拉爾圖 –

- 明努亚（Menua），国王，前810年－前785年
- 阿尔吉什提一世，国王，前785年－前763年
- 萨尔杜里二世（Sarduri II），国王，前763年－前735年
- 鲁萨一世，国王，前735年－前714年
- 阿尔吉什提二世，国王，前714年－前680年

- 亞蘭大馬士革 –

- 哈薛，国王，约前842年－前800年
- 便哈達三世，国王，前796年－前792年
- Rezin，国王，前792年－前732年

- 呂底亞（國王） –

- 梅勒斯（Meles）（前8世纪）
- 坎道列斯（约前687年去世）

- Diaokhi –

- Utupurshi, 国王，约前810年–前770年

- 推罗（腓尼基） –

- Pygmalion，国王，前831年－前785年
- Ithobaal II，国王，前750年－前739年
- Hiram II，国王，前739年－前730年
- Mattan II，国王，前730年－前729年
- Elulaios，国王，前729年－前694年

- 犹大王国 –

- 約阿施，国王，前837年－前800年
- 亞瑪謝，国王，前800年－前783年
- 烏西雅，国王，前783年－前742年
- 約坦，国王，前742年－前735年
- 亞哈斯，国王，前735年－前715年
- 希西家，国王，前715年－前687年

- 以色列王國 –

- 約阿施，国王，前801年－前786年
- 耶羅波安二世，国王，前786年－前746年
- 撒迦利雅，国王，前746年
- 沙龍，国王，前745年
- 米拿現，国王，前745年－前738年
- 比加轄，国王，前738年－前737年
- 比加，国王，前737年－前732年
- 何細亞，国王，前732年－前722年

## 非洲
- 库施 –

- Alara，国王，约前795年－前752年
- 卡施塔，国王，约前765年－前752年（入主埃及）

- 埃及（第三中间期） –
  - 埃及第二十二王朝 –
    - 修申克三世，法老，前837年－前798年
    - 修申克四世，法老，前798年－前785年
    - 帕米，法老，前785年－前778年
    - 修申克五世，法老，前778年－前740年
    - 佩图巴斯特二世，法老，前740年－前730年
    - 奥索孔四世，法老，前730年－前716年

  - 埃及第二十三王朝 –
    - 修申克七世，法老，前804年－前798年
    - 奥索孔三世，法老，前798年－前769年
    - 塔克拉特三世，法老，前774年－前759年
    - 卢达蒙，法老，前759年－前755年
    - 伊尼，法老，前755年－前750年
    - Peftjauawybast，法老，前754年－前720年

  - 埃及第二十四王朝 –
    - 特弗纳赫特，法老，前732年－前725年
    - 波克霍利斯，法老，前725年－前720年

  - 埃及第二十五王朝（库施人） –
    - 卡施塔，法老，前约760年－约前752年
    - 皮耶，法老，前约752年－前721年
    - 沙巴卡，法老，前721年－前707年
    - 沙巴塔卡，法老，前707年－前690年
- 古迦太基
  - 狄多，女王，约前814年－约前760年

## 歐洲
- 雅典（执政官） –

- 瑟斯皮斯，前824年－前797年
- 阿嘎迈斯托，前796年－前778年
- 埃斯库罗斯，前778年－前755年
- 阿尔克迈翁，前755年－前753年
- 哈若斯，前753年－前743年
- 埃希米德，前743年－前733年
- 克里蒂科，前733年－前723年
- 希波墨涅斯，前723年－前713年
- 柳科拉迪，前713年－前703年
- 阿山德鲁，前703年－前693年

- 斯巴达（国王） –
  - 亚基亚德世系 –
    - 阿格西莱一世，约前820年－前790年
    - 铁列克洛司，前760年－前758年
    - 阿尔卡美涅斯，前758年－前741年
    - 波吕多洛斯，前741年－前665年

  - 歐里龐提德家族
    - 波律戴克铁斯，前830年－前800年
    - 埃乌诺莫斯（Eunomus），国王，约前800年－前780年
    - 卡里拉斯（Charilaus），国王，约前780年－前750年
    - 尼坎德, 国王，约前750年－前725年
    - 塞奥彭普斯，国王，约前725年－前675年
- 罗马王国 –

- 罗慕路斯，前753年－前716年
- 努马·庞皮里乌斯，前716年－前672年